# Joe Adler
Joe Adler (* 29. März 1993 in Los Angeles, Kalifornien) ist ein US-amerikanischer Schauspieler.

## Werdegang
Joe Adler ist seit dem Jahr 2010 als Schauspieler aktiv. Größere Bekanntheit erlangte er durch die Rolle des Zart in dem Film Maze Runner – Die Auserwählten im Labyrinth. Daneben tritt er vor allem als Gastdarsteller in Serien auf, wie Modern Family, Bones – Die Knochenjägerin oder Criminal Minds. Von 2013 bis 2015 spielte er Jason Whylie in der Serie The Mentalist. 2015 übernahm er anschließend die wiederkehrende Rolle des Dr. Isaac Cross in der Krankenhausserie Grey’s Anatomy, den er bis 2017 spielte. Anschließend trat er abermals wiederkehrend in einer Serie auf, in Damnation spielte er die Rolle des DL Sullivan.

## Filmografie (Auswahl)
- 2010: Detroit 1-8-7 (Fernsehserie, Episode 1x08)
- 2010: Navy CIS (Fernsehserie, Episode 8x10)
- 2011: Prom – Die Nacht deines Lebens (Prom)
- 2011: Field of Vision (Fernsehfilm)
- 2012: Bones – Die Knochenjägerin (Bones, Fernsehserie, Episode 7x11)
- 2012: Modern Family (Fernsehserie, Episode 4x07)
- 2012–2014: Shameless (Fernsehserie, 3 Episoden)
- 2013: CSI: Vegas (Fernsehserie, Episode 14x03)
- 2013–2015: The Mentalist (Fernsehserie, 26 Episoden)
- 2014: Maze Runner – Die Auserwählten im Labyrinth (The Maze Runner)
- 2015: Criminal Minds (Fernsehserie, Episode 10x22)
- 2015–2017: Grey’s Anatomy (Fernsehserie, 18 Episoden)
- 2016: Chicago P.D. (Fernsehserie, Episode 3x22)
- 2017: Twin Peaks (Fernsehserie, 3 Folgen)
- 2017: Ten Days in the Valley (Fernsehserie, Episode 1x09)
- 2017–2018: Damnation (Fernsehserie, 10 Episoden)
- 2018: American Crime Story (Fernsehserie, 2 Episoden)
- 2018: Kill Game
- 2019: The Good Doctor (Fernsehserie, Episode 2x15)
- 2019: Grand Hotel (Fernsehserie, Episode 1x08)
- 2020: The Bloodhound
- 2021: The Rookie (Fernsehserie, Episode 3x07)
- 2021: CSI: Vegas (Fernsehserie, 1 Episode)
- 2022: The Greatest Beer Run Ever